# Arsenal-Crossley
Arsenal-Crossley var en estnisk pansarbil som designades och tillverkades vid arsenalen i Tallinn. Chassier och motorer importerades från brittiska Crossley Motors Ltd.
Den var i bruk i det estniska försvaret åren 1927-1940. Totalt byggdes tretton stycken. Sju stycken var beväpnade med en 7,7mm Madsenkulspruta och sex stycken med 37mm Hotchkiss. Vid den sovjetiska ockupationen togs pansarbilarna i sovjetisk tjänst och tros ha använts 1941 under den tyska invasionen.